# Traugott Fedtke

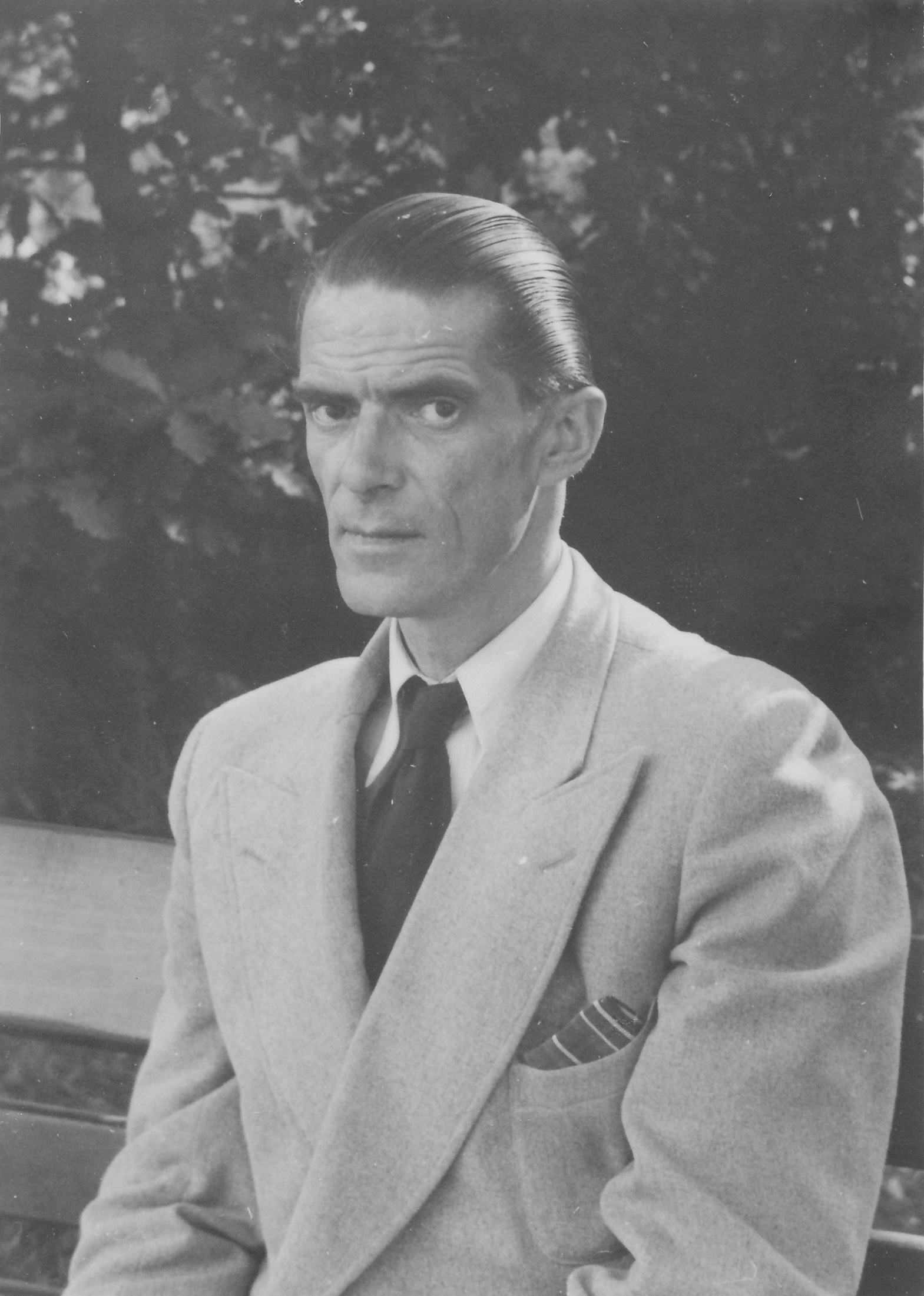
Traugott Fedtke

Traugott Fedtke (* 1. Mai 1909 in Insterburg; † 6. Februar 1988 in Edemissen (Einbeck)) war ein deutscher Organist und Komponist in Königsberg und Berlin.

## Leben
Traugott Fedtke war Sohn des Insterburger Superintendenten Gustav Fedtke und seiner Frau Ida geb. Christ. Er besuchte die Vorschule und das Gymnasium in Insterburg. Das Abitur machte er 1925 am Collegium Fridericianum. Von jeher mit Orgel und Kirchenmusik vertraut, bereitete er sich im Musikseminar Insterburg auf das Studium vor.
Von 1927 bis 1931 studierte Fedtke an der Musikhochschule Leipzig und am Kirchenmusikalischen Institut (Leipzig). Zu seinen Lehrern zählten Karl Straube, Max Hochkofler und Carl Adolf Martienssen. Ab 1928 war er ständiger Vertreter seines Lehrers Emil Paul an der Michaeliskirche (Leipzig).

### Königsberg und Tilsit
Die Neuroßgärter Kirche berief Fedtke zum 1. November 1931 als Organist und Kantor nach Königsberg. In dieser Kirche fanden die meisten Konzerte des Bach-Vereins statt, der ihn 1932 zum Dirigenten wählte. Zur selben Zeit wurde er Musikfachberater der Regierung in Königsberg. An seinem 25. Geburtstag heiratete er Edith Scheffler, die ihn als Pianistin und Cembalistin in den meisten Konzerten begleitete.
Seit dem 1. April 1935 war Fedtke ständiger Dirigent der Königsberger Philharmonie. 1936/1937 studierte er Orchesterdirektion bei Hermann Ludwig Kutzschbach an der Dresdner Staatsoper und 1939/40 bei Clemens Krauss an der Bayerischen Staatsoper.
Als Dirigent an der Königsberger Oper, als Kirchenmusiker, Orgel- und Glockensachverständiger, als Konzertorganist und Mitarbeiter beim Reichssender Königsberg wurde er in ganz Deutschland bekannt. Im Zweiten Weltkrieg half er das Königsberger Musikleben aufrechtzuerhalten. 1942 oblag ihm die musikalische Oberleitung der Königsberger Bach-Tage.
Die Organistenstelle gab Fedtke 1943 auf, als er zum Städtischen Musikdirektor und zum Direktor der Städtischen Musikschule gewählt wurde. Zur selben Zeit wurde er in Tilsit Dirigent des Städtischen Chores und Leiter der musikalischen Abteilung der Staatlichen Lehrerbildungsanstalt. Am 1. September 1944 schloss das Reichspropagandaministerium alle von Fedtke geleiteten Kunstinstitute.

### Berlin
1945 zog die Wehrmacht Fedtke als Schützen zur Panzerjäger-Ersatz-Abteilung I in Allenstein ein. Wegen mehrfacher Verwundungen am 19. April 1945 entlassen, bestellte ihn die Heinrich-Schütz-Kantorei in Berlin-Hermsdorf am 1. Juli 1945 als Organist und Dirigent. Die Berliner Staatsoper berief ihn als Ersten Chordirektor und Kapellmeister und beauftragte ihn mit der Gründung und Leitung des Konzertchores (1945/46). Von 1945 bis 1950 war er Direktor der Städtischen Musikschule in Berlin-Reinickendorf. Am 1. September 1946 übernahm er das Dirigentenamt beim Collegium Musicum Berlin, mit dem er zahlreiche Konzertreisen unternahm und Rundfunkkonzerte gab. In der Nachkriegszeit war er auch Gastdirigent des Berliner Sinfonieorchesters und der Akademischen Konzertgesellschaft Jena. Zum 15. Mai 1950 berief ihn das Städtische Konservatorium als Dozenten.
Am 1. Oktober 1952 wurde Fedtke Organist und Kantor an der St. Matthäuskirche (Berlin-Tiergarten).
1955 wurde er mit einem Forschungsauftrag der Gesellschaft für Musikforschung in Bad Godesberg betraut und als Dirigent zweier Oratorienchöre in Berlin verpflichtet. Ab 1. Mai 1958 war er Kantor und Organist der St. Johanniskirche in Berlin-Moabit. Am 30. Oktober 1959 wurde er als Kirchengemeindebeamter auf Lebenszeit vereidigt und in die A-Kirchenmusikerstelle eingewiesen. An der Spandauer Kirchenmusikschule leitete er die Kirchenmusikerausbildung. Die Hochschule der Künste Berlin berief ihn als Professor für Musiktheorie und Gehörbildung.
Den Ruhestand wollte Fedtke bei seiner Tochter Christiane Fedtke in Edemissen (Einbeck) verleben. Nach fünf Monaten starb er dort im 79. Lebensjahr. Beerdigt ist er mit seiner zweiten Frau auf dem dortigen Friedhof.